# Burg Pfaffenhofen
Der Burg Pfaffenhofen bezeichnet eine abgegangene herzogliche Burg in Pfaffenhofen an der Ilm im Landkreis Pfaffenhofen an der Ilm in Bayern.

## Geschichte
Urkundlich erstmals erwähnt wurde Pfaffenhofen im Jahre 1140. Die Bezeichnung Markt gibt es seit 1197. Ludwig der Kelheimer gilt als Erbauer der zu dieser Zeit entstandenen Burg. Im 13. Jahrhundert ist zudem die Dienstmannenburg „Trosberg“ auf einer Anhöhe bei Weihern belegt. 1318 wurde dem Markt Pfaffenhofen durch Ludwig den Bayern das Münchener Stadtrechtsbuch verliehen. 1388 wurde Pfaffenhofen samt Kirche und herzoglicher Burg im großen Städtekrieg von Truppen des Schwäbischen Städtebundes eingeäschert.  In der Folgezeit gewährten die Herzöge Stephan III. und Johann von Bayern der Pfaffenhofener Bürgerschaft verschiedene Privilegien, um den Markt wieder aufzubauen und zu befestigen. Die Burg wurde nicht mehr aufgebaut.
An die Burg erinnert noch der Straßenname Hofberg in Pfaffenhofen. Heute liegt hier der große Komplex des Landratsamtes.